# Nelson (Missouri)
Pour les articles homonymes, voir Nelson.
Nelson est une ville du comté de Saline, dans le Missouri, aux États-Unis,. Située au sud-est du comté, elle est incorporée en 1892.

## Démographie
Lors du recensement de 2010, la ville comptait une population de 192 habitants. Elle est estimée, en 2016, à 190 habitants.

### Source de la traduction
- (en) Cet article est partiellement ou en totalité issu de l’article de Wikipédia en anglais intitulé « Nelson, Missouri » (voir la liste des auteurs).